# Cachoeiro de Itapemirim
Cachoeiro de Itapemirim – miasto w Brazylii, w stanie Espírito Santo, nad rzeką Itapemirim. W 2021 miasto to na powierzchni 864,583 km² zamieszkiwało 212 172 osób.
W mieście rozwinął się przemysł spożywczy oraz włókienniczy.